# Știuca
Știuca (in ungherese Csukás, in tedesco Ebendorf) è un comune della Romania di 1804 abitanti, ubicato nel distretto di Timiș, nella regione storica del Banato. 
Il comune è formato dall'unione di 4 villaggi: Dragomirești, Oloșag, Știuca, Zgribești.